# Ucrania en los Juegos Paralímpicos de Turín 2006
Ucrania estuvo representada en los Juegos Paralímpicos de Turín 2006 por doce deportistas, seis hombres y seis mujeres.

## Medallistas
El equipo paralímpico ucraniano obtuvo las siguientes medallas:
| Nombre                                            | Deporte        | Evento                                    |
| ------------------------------------------------- | -------------- | ----------------------------------------- |
| Oro                                               |                |                                           |
| Olena Iurkovska                                   | Biatlón        | 7,5 km silla de esquí femenino            |
| Olena Iurkovska                                   | Biatlón        | 10 km silla de esquí femenino             |
| Vitali Lukyanenko                                 | Biatlón        | 12,5 km ceguera masculino                 |
| Olena Iurkovska                                   | Esquí de fondo | 2,5 km silla de esquí femenino            |
| Olena Iurkovska                                   | Esquí de fondo | 5 km silla de esquí femenino              |
| Iuri Kostiuk                                      | Esquí de fondo | 15 km silla de esquí masculino            |
| Oleg Munts                                        | Esquí de fondo | 20 km discapacidad visual masculino       |
| Plata                                             |                |                                           |
| Svitlana Tryfonova                                | Biatlón        | 7,5 km silla de esquí femenino            |
| Liudmyla Pavlenko                                 | Biatlón        | 10 km silla de esquí femenino             |
| Tetiana Smyrnova                                  | Biatlón        | 12,5 km ceguera femenino                  |
| Yulia Batenkova                                   | Biatlón        | 12,5 km de pie femenino                   |
| Iuri Kostiuk                                      | Biatlón        | 7,5 km silla de esquí masculino           |
| Vitali Lukyanenko                                 | Biatlón        | 7,5 km ceguera masculino                  |
| Yulia Batenkova                                   | Esquí de fondo | 10 km de pie femenino                     |
| Olena Iurkovska                                   | Esquí de fondo | 10 km silla de esquí femenino             |
| Iuri Kostiuk                                      | Esquí de fondo | 5 km silla de esquí masculino             |
| Bronce                                            |                |                                           |
| Liudmyla Pavlenko                                 | Biatlón        | 7,5 km silla de esquí femenino            |
| Svitlana Tryfonova                                | Biatlón        | 10 km silla de esquí femenino             |
| Serhi Jyzhnyak                                    | Biatlón        | 7,5 km silla de esquí masculino           |
| Liudmyla Pavlenko                                 | Esquí de fondo | 2,5 km silla de esquí femenino            |
| Yulia Batenkova                                   | Esquí de fondo | 5 km de pie femenino                      |
| Yulia Batenkova                                   | Esquí de fondo | 15 km de pie femenino                     |
| Olena Iurkovska Liudmyla Pavlenko Yulia Batenkova | Esquí de fondo | 3 × 2,5 km clase abierta femenino         |
| Iuri Kostiuk                                      | Esquí de fondo | 10 km silla de esquí masculino            |
| Vitali Lukyanenko Oleg Munts Vladyslav Morozov    | Esquí de fondo | 1 × 3,75/2 × 5 km clase abierta masculino |